# Rettig Group
Die Rettig Group ist ein finnischer Mischkonzern. Zu ihm gehören die Tochterunternehmen Nordkalk (Kalksteinbrüche), der Heizkörperhersteller Rettig ICC mit den Marken Purmo und Vogel & Noot sowie die Schiffsversicherung Alandia Insurance.
Das Unternehmen geht auf eine in den 1770ern in Hamburg gegründete Tabakfabrik zurück. 1926 wurde Hans von Rettig Mehrheitsaktionär der Bore Line. 1970  übernahm Rettig die Heiztechnikfirma Purmo Tuote, um sich gegen den zurückgehenden Tabakmarkt zu diversifizieren. In den 1980ern wurde das Unternehmen unter Gilbert von Rettig zum führenden Heizkörperhersteller Skandinaviens. 1984 wurde die Brauerei Sinebrychoff übernommen, die später an Carlsberg verkauft wurde. 1994 wurde der Anteil an Partek verkauft, 1995 das Tabakgeschäft an die R. J. Reynolds Tobacco Company abgegeben. Bis 2010 wurde die Mehrheit an Nordkalk, einer ehemaligen Tochtergesellschaft von Partek, erworben.
2016 wurde das Reedereigeschäft an Spliethoff verkauft.